# Stringbaddräkt
Stringbaddräkt är ett klädesplagg för kvinnor, avsett att användas vid bad och simning. Det består av en "vanlig" baddräkt, spänd i grenen och allt bredare och längre uppför bröstkorgen. Speciellt för stringbaddräkten är att den bakre nederdelen består av bara en tunn remsa - "string" - som löper osedd mellan skinkorna.